# Jacques Lataste
Jacques Vital Lucien Lataste, född 7 juni 1922 i La Grand-Combe, död 10 november 2011, var en fransk fäktare.
Lataste blev olympisk guldmedaljör i florett vid sommarspelen 1948 i London och vid sommarspelen 1952 i Helsingfors.